# 宝安駅
宝安駅（ほうあんえき）は、中華人民共和国深圳市宝安区に位置する深圳地下鉄11号線の駅。

## 駅構造
島式ホーム1面2線の地下駅。

## 駅周辺
- 宝安体育場